# Gorzewnica
Gorzewnica [ɡɔʐɛvˈnit͡sa] est un village polonais de la gmina de Brochów dans le powiat de Sochaczew et dans la voïvodie de Mazovie.
Il se situe à environ 10 kilomètres au nord-est de Brochów, à 19 kilomètres au nord-est de Sochaczew et à 46 kilomètres à l'ouest de Varsovie.